# غاري ميلر
غاري ميلر (بالإنجليزية: Gary Miller) (15 أبريل 1987 غلاسكو المملكة المتحدة - ) هو لاعب كرة قدم بريطاني يلعب كمدافع.

## روابط خارجية
- غاري ميلر على موقع قاعدة بيانات كرة القدم.إي يو (الإنجليزية)
- غاري ميلر على موقع Soccerbase.com (لاعب) (الإنجليزية)
- غاري ميلر على موقع Soccerway.com (الإنجليزية)
- غاري ميلر على موقع عالم كرة القدم.نت (الإنجليزية)